# Huub Artz
Huub Artz (* 14. Mai 2002 in Wintelre (Eersel)) ist ein niederländischer Radrennfahrer, der vorrangig auf der Straße aktiv ist.

## Sportlicher Werdegang
Nach dem Wechsel in die U23 fuhr Artz von 2021 bis 2023 für das UCI Continental Team Metec-Solarwatt p/b Mantel. Insbesondere im letzten Jahr machte er mehrfach durch Top-10-Platzierungen bei internationalen Rennen auf sich aufmerksam, auf nationaler Ebene gewann er 2023 die Gesamtwertung der U23 Road Series. 
Zur Saison 2024 wechselte Artz zum Team Wanty-Re Uz-Technord, dem Development Team von Intermarché-Wanty. Gleich zu Beginn der Saison wurde er mehrfach im UCI WorldTeam eingesetzt, wo er unter anderem bei der Bergankunft der fünften Etappe der Tour of Oman den dritten Platz hinter Adam Yates und Jan Hirt belegte. Bereits im März wurde bekannt gegeben, dass Artz zur Saison 2025 eine Profivertrag im WorldTeam erhält. Seinen ersten Sieg bei einem internationalen Rennen erzielte er mit dem Sieg bei Gent-Wevelgem / Kattekoers-Ieper. Beim Giro Next Gen, einem der wichtigsten Rennen in der U23, gewann er die Bergankunft der siebten Etappe. Bei den Straßenradsport-Europameisterschaften 2024 sicherte er sich im Zweiersprint gegen Niklas Behrens den Titel im Straßenrennen der U23.

## Erfolge
2024
- Gent-Wevelgem / Kattekoers-Ieper
- eine Etappe Giro Next Gen
- U23-Europameister – Straßenrennen